# Miskitokust
De Miskitokust of Muskietenkust (Spaans: Costa de los Mosquitos) is een kustgebied in Midden-Amerika waar Miskito-indianen woonden. Het is een strook land aan de Caraïbische Zee, tussen 11° 45' en 14° 10' N. De Miskitokust is ongeveer 360 km lang en 60 km breed en ligt in het huidige Nicaragua en Honduras. Bluefields was de hoofdstad van het gebied.

## Geschiedenis
De kolonisatie aan de kust begon in 1630. De eerste kolonisten konden vriendschappelijke relaties met de inheemse bevolking aanknopen.
Van 1655 tot 1860 was het gebied een Brits protectoraat. Dit werd echter niet aanvaard door Spanje, de Centraal-Amerikaanse republieken en de Verenigde Staten. Bij het Clayton-Bulwerverdrag van 1850 verplichtten beide machten zich om geen gebieden in Centraal-Amerika te koloniseren of te versterken. In november 1859 gaf het Verenigd Koninkrijk zijn protectoraat over aan Honduras.
De inheemse bevolking ging hier niet mee akkoord, en kwam in opstand. Volgens het Verdrag van Managua kregen de indianen in het gebied, vanaf dan het Miskitoreservaat, autonomie. Het lokale opperhoofd ging akkoord. Na zijn dood weigerde Nicaragua echter de nieuwe hoofdmannen van de Miskitostam te aanvaarden.
Het geschil tussen de Miskito-indianen en Nicaragua werd voorgelegd aan de Oostenrijkse keizer Frans Jozef I. Deze gaf de Miskito's gelijk (1880). Tussen 1880 en 1894 was er daardoor sprake van een grote mate van autonomie. Op 20 november 1894 gaven de Miskito's vrijwillig hun zelfbestuur op. Het gebied werd geïntegreerd in Nicaragua en werd het departement Zelaya. Sinds 1986 is het verdeeld in twee autonome regios, de Región Autónoma del Atlántico Norte en de Región Autónoma del Atlántico Sur. In het gebied wonen circa 120 duizend mensen, waarvan 57% Miskito-indianen.